# Vuelo 607 de KLM
El vuelo 607-E de KLM fue un vuelo regular internacional de KLM que se estrelló el 14 de agosto de 1958, al despegar del aeropuerto de Shannon, Irlanda. El avión era un Lockheed Super Constellation. Los 99 a bordo murieron, lo que convirtió el accidente en el desastre de aviación civil más mortífero que involucró a un solo avión en ese momento, y el accidente más mortífero que involucró a la serie Lockheed Constellation, hasta 1962.

## Aeronave
El avión fue nombrado Hugo de Groot y registrado como PH-LKM. La "E" en el número de vuelo representaba la designación de ser un vuelo de clase económica adicional para satisfacer la mayor demanda turística estacional.

## Fallecidos y tripulación
Los noventa y un pasajeros y ocho tripulantes murieron en el accidente, incluidos seis miembros del equipo de esgrima egipcio (Osman Abdel Hafeez, Mohamed Ali Riad, Ahmed Sabry, y otros).

## Accidente
El vuelo 607-E partió de Shannon a las 03:05 UTC en la segunda etapa de un viaje transatlántico desde Ámsterdam, Países Bajos, a la ciudad de Nueva York, EE. UU., con escalas intermedias en Shannon, Irlanda, y Gander, Terranova. El contacto por radio con la aeronave se perdió aproximadamente a las 03:40 UTC; Se lanzó una operación de rescate que encontró escombros ligeros en la superficie del océano aproximadamente a 180 kilómetros (110 millas) al noroeste de Shannon. También se recuperaron los restos de treinta y cuatro de los que iban a bordo.

## Investigación
Debido a la falta de pruebas, los investigadores irlandeses y holandeses no pudieron identificar una causa probable del accidente. Examinaron la posibilidad de una bomba, una falla eléctrica o un error del piloto, pero creyeron que la posibilidad más probable era una falla mecánica catastrófica. La Junta investigadora creía que la causa más probable del accidente era un mal funcionamiento de la hélice fuera de borda con exceso de velocidad causado por partículas de metal que obstruían las válvulas reguladoras de la línea de alimentación de aceite. Las partículas pueden haber sido formadas por un engranaje que se dañó cuando se aceleró el sobrealimentador del motor correspondiente (cambio de relación de transmisión). Las fallas en el paso de la hélice podrían haber provocado una perturbación del vuelo y, como consecuencia, la hélice podría haberse cortado.